# Leptachirus darwinensis
Leptachirus darwinensis är en fiskart som beskrevs av Randall 2007. Leptachirus darwinensis ingår i släktet Leptachirus och familjen tungefiskar. Inga underarter finns listade i Catalogue of Life.